# Gergely István (költő)
Gergely István (Debrecen, 1965. december 19. –) magyar költő, orvos.
1984-ben érettségizett a KLTE Gyakorló Gimnáziumában, Debrecenben jeles eredménnyel. Még abban az évben felvételt nyert a Debreceni Orvostudományi Egyetemre, ahol 1990-ben summa cum laude diplomázott. 1990 és 2000 között Sopron MJV Erzsébet Kórházában dolgozott. 1995-ben szakvizsgázott a DOTE Radiológiai Klinikáján jeles eredménnyel. 2001 óta a Kismartoni (Ausztria) Irgalmas Rendi Kórház Röntgenosztályán dolgozik, 2005 óta konziliárius főorvos. 2010-ben szerzett egyetemi doktori (Ph.D.) fokozatot a Szegedi Tudományegyetem Természettudományi karán, a fizika tudomány doktora.
1995 óta ír és közöl verseket, gyermekverseket és verses meséket, melyek antológiákban és önálló kötetekben egyaránt megjelentek.

## Irodalmi publikációk

### Antológiák
- Süss fel nap (Tóth Könyvkereskedés és Kiadó, Debrecen, 1. és 2. kiadás) ISBN 963 9269 81 6, ISBN 963 5963 37 8
- Négy évszak (Tóth Könyvkereskedés és Kiadó, Debrecen) ISBN 963 5960 71 9
- Csonka mennyország (Alterra Svájci-Magyar Kiadó, Budapest) ISBN 963 9324 18 3
- Ámortól pszichénkig (Alterra Svájci-Magyar Kiadó, Budapest) ISBN 963 9324 42 6
- Betűk glóriája (Alterra Svájci-Magyar Kiadó, Budapest) ISBN 963 9324 53 1
- Harangcsend (Accordia Kiadó, Budapest) ISBN 963 9502 47 2

### Önálló kötetek
- Szín-Mű. Versek három felvonásban (Accordia Kiadó, Budapest, 2005) ISBN 963 8341 04 1
- Küzdelem. Új versek (Accordia Kiadó, Budapest, 2007) ISBN 978 963 8341 70 9
- Táltosmalac (Littera Nova kiadó, Budapest, 2011) ISBN 978 963 9643 68 0[2]

## Tudományos tevékenység, főbb szakmai publikációk
- Gergely I., Baranyai T., Csécsei K., Vargha A.: Az uterus junkcionális zónája: anatómiai képlet vagy műtermék? Magy. Radiol. 1999; 73, 2. 41-45.
- I. Gergely, C. Neumann, R. Dorffner: Solitäre Karzinoidmetastase im Herzseptum: Erstdiagnose mittels CT. RoFo 2003; 175: 855-862[3]
- I. Gergely, C.Neumann, F. Reiger, R.Dorffner: Detektion pulmonaler Rundherde mit Ultra-low-dose-CT im Rahmen der onkologischen Nachsorge. RoFo 2005; 177: 1077-1083[4]
- Gergely I., Csécsei K., Dorffner R., Baranyai T.: Játszhat-e szerepet a mágnesesrezonancia-vizsgálat a szülésvezetés tervezésében császármetszés után? Magy. Radiol. 2009;83, 2. 72-78.
- Gergely I.: A mágneses rezonanciás vizsgálat szerepe az uterus rendellenességeinek diagnosztikájában. Ph.D. értekezés[5]